# Ricardo Senn
Ricardo Senn   (Brinkmann, 3 d'abril de 1931 - Buenos Aires, 26 de juliol de 2012) va ser un ciclista argentí que combinà el ciclisme en pista amb la carretera. El 1960 va prendre part en els Jocs Olímpics d'Estiu de Roma, on disputà dues proves del programa de ciclisme. En el seu palmarès destaca la medalla tres medalles d'or als Jocs Panamericans de 1955 i 1959, així com tres campionats nacionals en ruta.

## Palmarès en ruta
- 1958
  - 1r a la Doble Bragado
- 1959
  - 1r als Jocs Panamericans en ruta
- 1961
  -  Campió de l'Argentina en ruta
- 1964
  -  Campió de l'Argentina en ruta
- 1965
  -  Campió de l'Argentina en ruta

## Palmarès en pista
- 1955
  - 1r als Jocs Panamericans en Persecució per equips
- 1963
  - 1r als Sis dies de Buenos Aires (amb Jorge Bátiz)
- 1964
  - 1r als Sis dies de Buenos Aires (amb Jorge Bátiz)